# گل! (فیلم)
گل! (انگلیسی: Goal!) یک فیلم در ژانر ورزشی به کارگردانی دنی کنن است که در سال ۲۰۰۵ منتشر شد.

## بازیگران
- کونو بکر
- آنتونی پلنا
- آلساندرو نیوولا
- مارسل آیرس
- استیون دیلین
- آنا فریل
- کیرن اوبراین
- میریام کولون
- شان پرتوی
- گری لوئیس
- فرانسس باربر